# Zoran Helbich
Zoran Helbich je chorvatský basketbalista hrající českou Národní basketbalovou ligu za Brněnský basketbalový klub. Hraje na pozici pivota.
Je vysoký 204 cm, váží 101 kg. Od poloviny sezóny 2015/16 do konce sezóny 2016/17 byl trenérem prvoligového mužského klubu mmcité Brno.

## Kariéra v NBL
- 2004 – 2005 : USK Praha
- 2006 – 2007 : Brněnský basketbalový klub

## Statistiky
| Sezóna   | Soutěž      | Odehrané minuty | Průměr na zápas | Body | Průměr na zápas |
| -------- | ----------- | --------------- | --------------- | ---- | --------------- |
| 2004/05  | Mattoni NBL | 868.3           | 29.9            | 503  | 17.3            |
| 2006/07* | Mattoni NBL | 209.5           | 23.3            | 110  | 12.2            |

```
*Rozehraná sezóna – údaje k 20.1.2007 
```